# G.O.W
G.O.W（ゴウ）は、プロバスケットボールBリーグ・富山グラウジーズの専属プロチアリーダー（チアダンス）チームである。

## 概要
チーム名は「Grouses Of Win」の略で、富山グラウジーズのbjリーグ参戦に合わせて2006年に結成された。2007年より富山県射水市出身の★MARIE★をプロデューサーに迎え再始動した。メンバーは毎年オーディションにて選出され、2015-16シーズンまでは「G.O.W」と「G.O.W gals（ガールズ）」の2チーム編成であったが、Bリーグ発足の2016-17シーズンよりトップチームをプロ化し名称も変更、プロチームの「G.O.W Elite（エリート）」と、小・中学生が中心の「Team G.O.W」の2チーム編成となった。プロチアチーム誕生は、Bリーグのチアリーディングチームとして先駆けといえる。2019-20シーズンより、G.O.W EliteのOGも加わる社会人チーム「G.O.W ROUGE（ルージュ）」が増え、3チーム編成となった。
bjリーグ 2008-09シーズンの「ベストパフォーマー賞」に選ばれた。
2008年からはダンススクールである「★MARIE★塾」を開講し育成を始め、現在は「G.O.Wダンス塾」として継続している。
2018年6月には富山県民会館にて、初のダンス単独公演を行った。
2022年、G.O.Wオリジナル曲2作が完成し、4月30日のグラウジーズホーム戦で披露された。

## チーム構成
- G.O.W Elite（エリート） – 中学生以上が対象のトッププロチームで、プロとしてダンス技術のみでなく、立ち振る舞いなども精査し専任される。
- Team G.O.W – 小学3年生以上が対象[6]の小・中学生主体のチーム。
- G.O.W ROUGE（ルージュ） – G.O.W EliteのOGも加わった社会人チーム。

## スタッフ

### プロデューサー
- ★MARIE★ – 富山県射水市出身のダンサーで、アメリカのロサンゼルスにダンス留学、その後東京に身を置き、氣志團のライブツアーに帯同、NHK紅白歌合戦に出演するなどの経験と実績を積み、2006年に富山に帰郷、2007年より富山グラウジーズ専属ダンスチームG.O.Wのプロデューサーに着任しダンスの指導、チームのまとめ役を務める。ダンスは技術だけではなく心で踊るための心の強さが必要とメンバーに説いている[1]。

### ディレクター
- ユイ（元G.O.Wエリート メンバー）、リラ（元G.O.Wエリート メンバー　現G.O.W rougeメンバー）

### ダンススクール コーチ
- ユカ（G.O.Wエリート メンバー）、ユウカ（元G.O.Wエリート メンバー　現G.O.W rougeメンバー）

## G.O.Wオリジナル曲
G.O.Wのために書き下ろされたオリジナル楽曲2作。2作とも富山県高岡市の映像製作会社「大仏兄弟」の社長が作詞作曲を手掛け、G.O.Wのプロデューサーである★MARIE★が振付けを担当した。
- IYASAKA（イヤサカ） - G.O.W Elite（エリート）用楽曲。富山県射水市などの曳山祭りで囃される囃子ことば「イヤサー（弥栄が語源）」からインスパイアされた楽曲。
- beautybeast（ビューティビースト） - G.O.W ROUGE（ルージュ）用楽曲。